# 2704 Julian Loewe
2704 Julian Loewe eller 1979 MR4 är en asteroid i huvudbältet som upptäcktes den 25 juni 1979 av de båda amerikanska astronomerna Eleanor F. Helin och Schelte J. Bus vid Siding Spring-observatoriet. Den är uppkallad efter journalisten Julian Loewe.
Asteroiden har en diameter på ungefär 5 kilometer.